# Spotlight (應用程式)
Spotlight是苹果公司旗下的macOS和iOS操作系统上的一項快速搜寻、随打即显、系統内置的桌面搜尋引擎，工作原理的概念类似Windows索引服务。
Spotlight最早宣布于2004年的苹果全球开发者大会（WWDC），并在2005年4月随Mac OS X v10.4 "Tiger"一同发布。
同样的搜索引擎在2009年3月17日随iOS 3.0发布。

## 工作原理
Spotlight和傳統搜尋主要的差異，在於Spotlight是使用索引（Index Search）的方式，而傳統搜尋是傳統的文件掃描方式；Spotlight就像是電腦裡面所有的檔案建立一目錄裡面存放索引文件，而要搜尋的時候是去搜尋這個目錄中的索引文件，所以減少了許多一個一個檔案掃描的時間，而傳統掃描則是把整個檔案內容掃描過，所以Spotlight在理論上來說，還是無法取代傳統搜尋功能的。
Spotlight使用搜尋引擎，spotlight被設計為可以找到任何位於電腦中檔案，包含文件、圖片、音樂、應用程式、系統喜好設定控制台，也可以是文件或是PDF中指定的字。在Mac OS X v10.5中，在Spotlight直接打數學方程式，Spotlight就會立即顯示計算結果；打英文單字，便可出現定義。Spotlight在使用者的硬碟中建立metadata關鍵字的資料庫，一開始當Mac OS X  被安裝後，就會持續在更新。
Spotlight提供使用者API，允許使用者建立自己的附加元件，意思就是使用者可以增加他們自己程式所有擁有的特有資料格式到Spotlight搜尋的能力中。

## 外部連結
- （繁體中文）Spotlight官方網站
- （简体中文）Spotlight官方網站
- （英文）Spotlight官方網站